# فرودگاه کریسمس کریک
فرودگاه کریسمس کریک (به انگلیسی: Christmas Creek Airport) یک فرودگاه همگانی با کد یاتا CXQ است . این فرودگاه در کشور استرالیای غربی قرار دارد و در ارتفاع ۳۸ متری از سطح دریا واقع شده‌است.